# Sillaro
Der Sillaro ist ein Fluss in der Toskana und in der Emilia-Romagna in Italien, der nach 66 km in den Reno mündet.

## Verlauf
Der Sillaro entspringt in der Gemeinde Firenzuola in der Metropolitanstadt Florenz in der Toskana. Nach wenigen Kilometern erreicht er die Region Emilia-Romagna bei der Ortschaft Giugnola, einem Ortsteil von Firenzuola und Castel del Rio (Metropolitanstadt Bologna). Danach erreicht er die Gemeinde Castel San Pietro Terme und Castel Guelfo di Bologna. Hier verlässt er die Provinz Bologna und durchfließt Conselice (Provinz Ravenna). In Argenta tritt er in die Provinz Ferrara ein. Er mündet nach 66 km in den Reno, praktisch gemeinsam mit dem Fluss Idice. Der Sillaro bildet die historische Grenze zwischen Emilia und Romagna bzw. zwischen den Dialektgebieten.

## Bilder

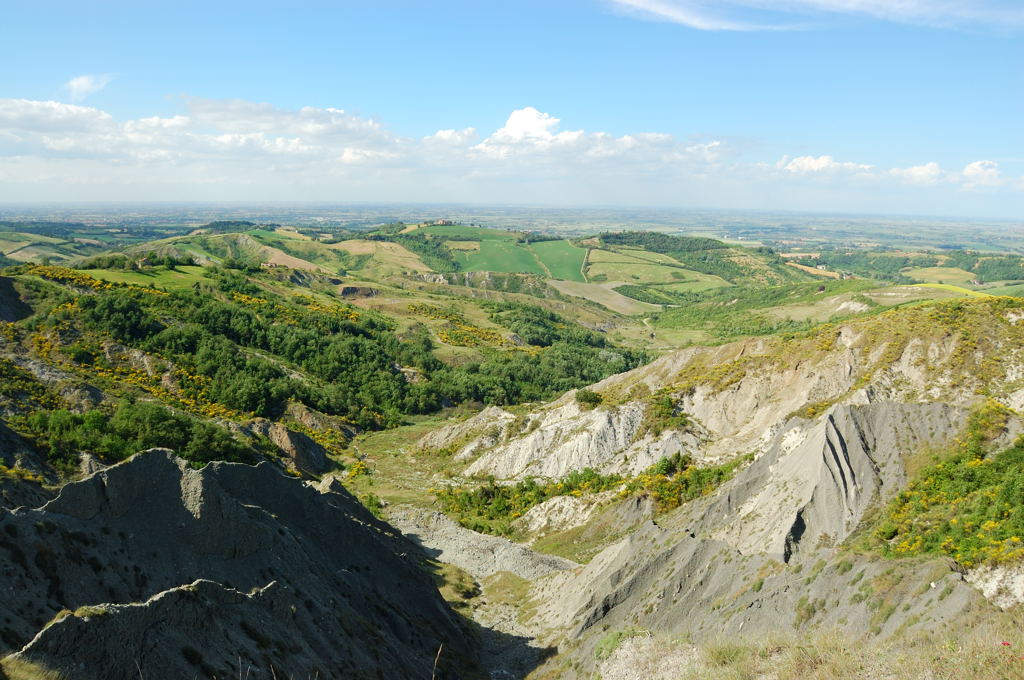
Das Tal des Sillaro auf dem Weg in die Poebene